# Thomas Posey
Thomas Posey (Fairfax megye, 1750. július 9. – Shawneetown, 1818. március 19.) az Amerikai Egyesült Államok szenátora (Louisiana, 1812–1813).